# Heinz Ebeling
Heinz Ebeling (Karlsruhe, 2 de janeiro de 1918 - Tirol 30 de novembro de 1987) foi um piloto alemão durante a Segunda Guerra Mundial, tendo alcançado 18 vitórias em 163 missões.

## Biografia
O Leutnant Ebeling  foi enviado para a Jagdgeschwader 26 em 1 de dezembro de 1939, onde permaneceu na 8./JG 26. Na sua primeira vitória aérea, abateu um avião francês Morane 406 sobre Gramont, em 17 de maio de 1940. No final da campanha francesa, ele havia registrado 5 vitórias.
Durante os combates aéreos da Batalha da Inglaterra, Ebeling abateu 10 caças britânicos em agosto de 1940, sendo destas três vitórias em 12 de agosto e duas em 15 de agosto.
O Oberleutnant Ebeling foi designado Staffelkapitän da 9./JG 26 em 22 de Agosto de 1940. Em 31 de agosto, Ebeling abateu um Hurricane ao norte de Londres. Após isto o seu Bf 109 E-4 (WNr 3712) “Yellow 3” foi danificado no radiador.
Ebeling guiou com cuidado o danificado avião sobre o longo Canal sendo forçado a saltar. Após passar de uma hora a uma hora e meia no Oceano, Ele foi resgatado pelo serviço de resgate alemão. Mais tarde no mesmo dia, Ebeling abateu mais dois Hurricanes. Após as suas três vitórias em setembro de 1940, Ebeling liderou a 9./JG 26 durante a conversão numa unidade de caça-bombardeiro.
Em 15 de outubro, ele liderou o Staffel em muitas missões de caça-bombardeio sobre a Inglaterra. Em 5 de novembro de 1940 Ebeling, que pilotava um Me 109E-4/B (W.Nr. 3740) “Yellow 3”, colidiu com o seu ala Fw. Walter Braun sobre Dungeness.
Conseguiu sobreviver ao acidente, mas foi feito prisioneiro de guerra pelo resto do conflito.

## Condecorações
Ebeling foi condecorado com a Cruz de Cavaleiro da Cruz de Ferro Ritterkreuz neste dia pelas suas 18 vitórias. Ebeling faleceu em 30 de novembro de 1987 em Obsteig, Tirol.